# 10776 Мусашітомійо
10776 Мусашітомійо (10776 Musashitomiyo) — астероїд головного поясу, відкритий 12 лютого 1991 року.
Тіссеранів параметр щодо Юпітера — 3,491.